# Sportpark Berg & Bos
Het Sportpark Berg & Bos is een voetbalcomplex gelegen in de Nederlandse stad Apeldoorn. Het is de thuishaven van AGOVV.
AGOVV speelt sinds 1921 op Sportpark Berg en Bos in de gelijknamige wijk in het westen van Apeldoorn. Het sportpark ligt in een bosrijke omgeving en grenst aan dierentuin Apenheul. Het complex omvat vier voetbalvelden en een voetbalstadion. In de beginjaren werd er niet alleen gevoetbald, ook het jaarlijkse concours hippique vond hier plaats. Het sportpark werd in 2021 door het voetbaltijdschrift Voetbal International uitgeroepen tot het mooiste voetbalcomplex van Nederland.

## Stadion Berg & Bos
Voor de terugkeer van AGOVV in het profvoetbal in 2003 is er op het sportpark een voetbalstadion gebouwd. Het stadion draagt de naam Stadion Berg & Bos en heeft een capaciteit van 3250 zitplaatsen. Dit terwijl het sportpark in het verleden bij oefenduels of belangrijke wedstrijden door meer mensen werd bezocht. Voorbeelden hiervan zijn de wedstrijd tegen het Nederlands elftal onder leiding van Louis van Gaal, waar 12.000 mensen naartoe kwamen, en de wedstrijd tegen het SC Heerenveen van Abe Lenstra, waar 25.000 toeschouwers aanwezig waren. Het recordaantal toeschouwers in het betaald voetbal werd behaald op 24 september 2009, tijdens de bekerwedstrijd AGOVV – Ajax (1–2). Het stadion was met 3.500 toeschouwers geheel uitverkocht.
Het stadion heeft sinds 2006 een kunstgrasmat van Koninklijke Ten Cate, die goedgekeurd is door de UEFA. Het stadion droeg van 2010 tot 2013 de gesponsorde naam Fly Brazil & Desko Stadion.
Onder meer omdat AGOVV meermalen blijk gaf van de ambitie om te promoveren naar de Eredivisie, waren er plannen om de club een nieuw stadion te laten bouwen met een capaciteit van ongeveer 6.000 toeschouwers. Een locatie die in beeld kwam was de Kuipersdijk vlak bij De Maten en Apeldoorn Zuid. Later kreeg een plek aan de Europaweg in de zuidwestpoort van Apeldoorn, serieuze aandacht. Een andere optie was dat de gemeente Apeldoorn het huidige terrein terug zou kopen van de voetbalclub (het werd in 1999 verkocht) waarop AGOVV de huurder van het complex zou worden. De onderhandelingen ketsten in maart 2012 echter af omdat AGOVV de geboden prijs te laag vond.
Op 8 januari 2013 werd de proftak AGOVV Apeldoorn failliet verklaard. De amateurs zijn in het stadion blijven spelen.

## Hoofdtribune
De hoofdtribune is in 1924 door stadsarchitect Gerrit de Zeeuw ontworpen. De tribune staat op de gemeentelijke monumentenlijst en bevindt zich naast het eveneens uit de jaren twintig stammende clubgebouw 'De Blauwe Drukte'. Bij de bouw werden werklozen ingezet in het kader van de werkverschaffing.
In juli 2012 gaf gemeente Apeldoorn opdracht tot het sluiten van de monumentale hoofdtribune, nadat de Aziatische boktor een dragende paal sterk had aangetast. Er dreigde instorting van de tribune, wat werd afgewend door een metalen noodconstructie. Het bestuur van AGOVV kreeg de opdracht een herstelplan in te dienen bij de gemeente, waarbij rekening moest worden gehouden met de monumentale status. Omdat het niet wilde vlotten met een dergelijk plan van de financieel noodlijdende club, liet de gemeente de tribune in december 2012 afsluiten.
De tribune is in 2016 grondig gerenoveerd, wat gefinancierd is via een gemeentelijke subsidie en een crowdfundingsactie. Oud-speler Klaas-Jan Huntelaar had opgeroepen om de tribune te redden. Supporters sponsorden symbolisch hun eigen zitplaats voor 100 euro. Na de renovatie is de tribune op Berg en Bos weer in gebruik genomen.
In 2021 werd de tribune door platform Nederlandse Velden verkozen tot de mooiste tribune van Gelderland.
Abe Lenstra Stadion (sc Heerenveen) ·
De Adelaarshorst (Go Ahead Eagles) ·
AFAS Stadion (AZ) ·
BUKO Stadion (Telstar) ·
Erve Asito (Heracles Almelo) ·
Euroborg (FC Groningen) ·
Stadion Feijenoord (Feyenoord) ·
Fortuna Sittard Stadion (Fortuna Sittard) ·
Stadion Galgenwaard (FC Utrecht) ·
De Goffert (N.E.C.) ·
De Grolsch Veste (FC Twente) ·
Johan Cruijff ArenA (Ajax) ·
Het Kasteel (Sparta Rotterdam) ·
Kras Stadion (FC Volendam) ·
MAC³PARK stadion (PEC Zwolle) ·
Philips Stadion (PSV) ·
Rat Verlegh Stadion (NAC Breda) ·
Woudestein (Excelsior Rotterdam)
AFAS Trainingscomplex (Jong AZ) ·
Frans Heesen Stadion (TOP Oss) ·
GelreDome (Vitesse) ·
De Geusselt (MVV Maastricht) ·
GS Staalwerken Stadion (Helmond Sport) ·
De Herdgang (Jong PSV) ·
Jan Louwers Stadion (FC Eindhoven) ·
Seacon Stadion - De Koel - (VVV-Venlo) · 
Koning Willem II Stadion (Willem II) ·
Kooi Stadion (SC Cambuur)  · 
Mandemakers Stadion (RKC Waalwijk) ·
De Oude Meerdijk (FC Emmen) ·
M-Scores Stadion (FC Dordrecht) ·
Parkstad Limburg Stadion (Roda JC Kerkrade) ·
De Toekomst (Jong Ajax) ·
De Vijverberg (De Graafschap) ·
De Vliert (FC Den Bosch) ·
WerkTalent Stadion (ADO Den Haag) · 
Yanmar Stadion (Almere City FC) ·
Sportcomplex Zoudenbalch (Jong FC Utrecht)
AFAS Trainingscomplex (AZ Vrouwen) ·
WerkTalent Stadion (ADO Den Haag Vrouwen) ·
Het Diekman (FC Twente Vrouwen) ·
Heksenwiel (NAC Breda Vrouwen) ·
De Herdgang (PSV Vrouwen) ·
BUKO Stadion (Telstar Vrouwen) ·
Skoatterwâld (sc Heerenveen Vrouwen) ·
De Vegtlust (PEC Zwolle Vrouwen) ·
De Toekomst (Ajax Vrouwen) ·
Woudestein (Excelsior Vrouwen) ·
Varkenoord (Feyenoord Vrouwen) ·
Zoudenbalch (FC Utrecht Vrouwen)
Alkmaarderhout (Alkmaar '54/AZ '67/AZ) ·
Amsterdamsestraatweg (Elinkwijk) ·
De Baandert (Sittardia/FSC/Fortuna Sittard) ·
Beatrixstraat (NAC) ·
De Berckt (SC Venlo'54/VVV) ·
Berg & Bos (AGOVV/AGOVV Apeldoorn) ·
Birkhoven (SC Amersfoort/HVC) ·
De Blauwe Kei (Baronie) ·
Bornsestraat (Heracles/SC Heracles '74) ·
De Boschpoort (MVV) ·
Botenlaan (Brabantia) ·
De Braak (Helmondia '55/Helmond Sport) ·
Brasserskade (DHC) ·
Breestraat (KFC/FC Zaanstreek) ·
Buiksloterbanne (De Volewijckers) ·
Cambuurstadion (SC Cambuur/Leeuwarden) ·
Damlaan (Hermes DVS) ·
Het Diekman (Sportclub Enschede/FC Twente) ·
Duinhorst (Den Haag/Flamingo's '54) ·
Esserberg (Be Quick) ·
Fatimastraat (Baronie) ·
FC Twente-trainingscentrum (FC Twente Vrouwen) ·
Stadion Feijenoord (SVV) ·
Floreslaan (Fortuna Vlaardingen/FC Vlaardingen '74) ·
Fortuna Sittard Stadion (Fortuna Sittard Vrouwen) ·
Frankelandsedijk (SVV) ·
Galgenwaard (DOS/Velox) ·
Gemeentelijk Sportpark Hilversum (SC 't Gooi/SC Gooiland/Hilversum) ·
Gemeentelijk Sportpark Tilburg (Willem II/NOAD) ·
Haarlemstadion (HFC Haarlem) ·
Harga (Hermes DVS/SVV) ·
Heekpark (SC Enschede/Enschedese Boys) ·
Heekstraat (Rigtersbleek) ·
Heerlenersteenweg (Juliana) ·
De Heikant (Achilles '29/Achilles '29 Vrouwen) ·
Het Heuveltje (Oldenzaal) ·
Hoornseveld (ZFC) ·
Houtrust (Holland Sport/SHS) ·
Houtsdonk (Helmond) ·
Industriestraat (NOAD) ·
Irislaan (VC Vlissingen/VCV Zeeland) ·
Jonkerbergstraat (Roda Sport) ·
Kaalheide (Rapid '54/Rapid JC/Roda JC/Roda JC Vrouwen) ·
Het Kasteel (Xerxes) ·
Kikkerpolder (UVS) ·
De Koeburg (Zeist) ·
Koning Willem II Stadion (Willem II Vrouwen) ·
Koningsweg (Velox) ·
De Koel (VVV-Venlo Vrouwen) ·
De Koog (FC Zaanstreek) ·
De Kraal (VVV/FC VVV) ·
Krommedijk (D.F.C./DS '79/SVV/Dordrecht '90) ·
J.H. Kruisstraat (Heerenveen/sc Heerenveen) ·
Laan van Vollering (DHC) ·
De Langeleegte (SC Veendam) ·
Leenderweg (De Valk) ·
Liesbosweg (Utrecht) ·
't Lood (AZ Vrouwen) ·
De Luiten (RBC) ·
Oosterenkstadion (Zwolsche Boys/PEC Zwolle) ·
Oosterpark (GVAV/Oosterparkers/FC Groningen) ·
Mauritsstadion (Fortuna '54/FSC) ·
De Meer (Ajax) ·
Mosveld (De Volewijckers) ·
Nieuw-Monnikenhuize (Vitesse) ·
Noordersportpark (EDO) ·
Olympia (RKC Waalwijk) ·
Olympisch Stadion (Blauw-Wit/Amsterdam/DWS/FC Amsterdam) ·
Olympisch Stadion (bijveld) (Blauw-Wit/DWS/FC Amsterdam) ·
De Planeet (SC Drente/Zwartemeer) ·
RBC-Stadion (RBC) ·
Reeweg (Emma) ·
Rolduckerstraat (Kerkrade/Roda Sport) ·
Rozenoord (DOSKO) ·
Sittardia-terrein (Sittardia) ·
Schoonenberg (Stormvogels/VSV/Telstar Vrouwen) ·
Spaarndammerdijk (DWS) ·
Straatweg (EBOH) ·
Aan de spoorbrug (LONGA) ·
Sportparklaan (RCH) ·
Stadspark (Velocitas) ·
Thomassen-terrein (Rheden) ·
Veemarktterrein (FC Utrecht) ·
Veldwijk (Twentse Profs/Tubantia) ·
Venweg (Limburgia) ·
De Vliert (BVV) ·
Volkspark (Enschedese Boys) ·
De Vrolijkheid (PEC Zwolle/Zwolsche Boys) ·
Wageningse Berg (Wageningen/FC Wageningen) ·
Walvisstraat (ONA) ·
Wassenaarseweg (UVS) ·
Westzanerdijk (ZFC) ·
De Wolfsdonken (Wilhelmina) ·
Xerxesweg (Xerxes) ·
Zuidendijk (EBOH) ·
Zuiderpark (ADO Den Haag)